# Paragus serratus
Paragus serratus är en tvåvingeart som först beskrevs av Fabricius 1805.  Paragus serratus ingår i släktet stäppblomflugor, och familjen blomflugor. Inga underarter finns listade i Catalogue of Life.